# Dia (lune)
Pour les articles homonymes, voir Dia.
Dia, officiellement Jupiter LIII Dia, désignation provisoire S/2000 J 11, est un petit satellite naturel de Jupiter. Elle a été nommée d’après Dia, fille d’Éionée (ou Déionée) et femme d’Ixion.

## Caractéristiques physiques
Dia serait un petit satellite. Selon l'équipe qui l'a découvert, il mesurerait 4 km de diamètre. Ses autres caractéristiques physiques ne sont pas connues.

## Orbite
Dia appartiendrait au groupe d'Himalia, un groupe de satellites qui orbitent autour de Jupiter sur des demi-grands axes compris entre 11 160 000 et 12 555 000 km et des inclinaison de 25,8 à 30,7° par rapport à l'équateur de Jupiter,. Ses éléments orbitaux n'étant pas connus avec précision, cette appartenance n'est pas déterminée de façon définitive.

Diagramme illustrant l'orbite des satellites irréguliers de Jupiter. Le groupe d'Himalia est visible sur le centre-gauche.
Diagramme illustrant l'inclinaison des quatre principaux membres du groupe d'Himalia en fonction du demi-grand axe.

## Historique
Dia fut découvert en 2000 par S. Sheppard, D. Jewitt, J. Kleyna, Y. Fernández et E. Magnier. Sa découverte fut annoncée le 5 janvier 2001 en même temps que celle de neuf autres satellites de Jupiter (temporairement désignés S/2000 J 2 à S/2000 J 10 et nommés depuis, tous rétrogrades) et la redécouverte de Thémisto (temporairement désigné S/2000 J 1 avant la confirmation de cette découverte). Il fut « perdu » peu de temps après sa découverte (on a même suspecté sa collision avec Himalia ce qui aurait été à l'origine du fin anneau découvert en 2006 près de cette dernière lune) mais le petit satellite a été retrouvé en 2010 et 2011.
Le satellite, dont la désignation provisoire était S/2000 J 11, s'est vu attribuer par l'Union astronomique internationale son nom définitif, Dia, le 7 mars 2015. Jusqu'alors, il était désigné par sa désignation provisoire S/2000 J 11, indiquant qu'il fut le 11e satellite à être découvert autour de Jupiter en 2000.